# Mémoires de l'Académie Malgache
Mémoires de l'Académie Malgache (abreviado Mem. Acad. Malgache) fue una revista ilustrada y con descripciones botánicas que fue editada por la Académie malgache en los años 1926 a 1957, publicándose 40 números.